# Белуха, Христиния Афанасьевна
Христиния Афанасьевна Белуха (1902 — дата смерти неизвестна) — звеньевая колхоза «3 года» Перещепинского района Днепропетровской области, Украинская ССР. Герой Социалистического Труда (1948).
В 1947 году звено Христинии Белухи собрало в среднем по 30,7 центнера пшеницы с каждого гектара на участке площадью 10 гектаров. Указом Президиума Верховного Совета СССР от 16 февраля 1948 года «за получение высоких урожаев пшеницы, ржи, кукурузы и сахарной свёклы, при выполнении колхозом обязательных поставок и натуроплаты за работу МТС в 1947 году и обеспеченности семенами зерновых культур для весеннего сева 1948 года» удостоена звания Героя Социалистического Труда с вручением ордена Ленина и золотой медали «Серп и Молот».